# Lena Rivers (film, 1932)
Pour plus de détails, voir Fiche technique et Distribution.
Lena Rivers est un film américain réalisé par Phil Rosen, sorti en 1932.

## Synopsis
La mère de Lena Rivers meurt en couches, et l'enfant est laissé à l'éducation de ses grands-parents. Des années plus tard, son grand-père est déclaré perdu en mer, et Lena et sa grand-mère partent vivre à Canterville, dans le Kentucky, chez John Nichols, l'oncle de Lena, malgré les objections de Mathilda, la femme de John, et de sa fille Caroline, qui pensent que Lena est illégitime. Henry R. Graham, le propriétaire de la plantation voisine de celle des Nichols, semble gêné lorsqu'il rencontre Lena. Un jour, Lena joue avec un lapin sur la propriété des Graham, et elle est horrifiée lorsque le pupille de Graham, Durrie Belmont, lui tire dessus. Bien qu'elle le traite de meurtrier, Durrie, qui fait la cour à Caroline, est attiré par Lena. Graham s'intéresse personnellement à Lena parce qu'elle lui rappelle une femme dont il était amoureux, mais qui est morte pendant son absence, croyant qu'il l'avait abandonnée. Lorsque Lena montre un don pour calmer l'excitant cheval Brimstone, Graham lui donne le cheval. Après que Graham lui a présenté Durrie, le garçon lui promet de ne plus jamais tirer sur un lapin et la raccompagne chez elle. Graham organise une fête à son manoir, mais Lena ne vient pas car elle n'a pas de déguisement, alors Durrie va chez elle. Ils se promènent, et il l'embrasse avant qu'elle n'entre. Caroline les voit ensemble et qualifie Lena de "sournoise ingrate", puis dit qu'elle tient de sa mère, qui ne s'est jamais mariée. Lena la gifle et court en pleurant vers sa grand-mère, qui lui assure que sa mère était mariée, mais que son père l'a laissée mourir. Graham inscrit Brimstone dans les courses pour Lena parce qu'elle a fait des progrès étonnants avec ce cheval jusqu'alors incontrôlable. Lorsque la grand-mère de Lena a une attaque, Graham, inquiet de l'effet que sa mort éventuelle pourrait avoir sur Lena, dit à Durrie qu'il aimerait l'adopter. La jalousie de Durrie est éveillée, car Caroline avait laissé entendre précédemment que Graham et Lena avaient une liaison illicite. En réalité, Graham est le père de Lena. Il avait épousé sa mère en secret à cause de son père tyrannique, utilisant son deuxième prénom "Rivers" comme nom de famille. Son père a "embarqué" Graham en Europe et, à son retour, il a appris que sa femme était morte. Jusqu'à la récente apparition de Lena, il ignorait qu'il avait une fille. Brimstone gagne la course et Lena reçoit 5 000 dollars, mais Durrie découvre que Graham a dit au jockey de son cheval de course de laisser Brimstone gagner. Toujours inconscient de la véritable relation de Graham avec Lena, Durrie, jaloux, demande Caroline en mariage, elle accepte. La grand-mère de Lena meurt après avoir réalisé que Lena a maintenant assez d'argent pour subvenir à ses besoins. Secouée par sa mort, Lena apprend la fugue de Durrie et Caroline et quitte la ville pour se faire une nouvelle vie ailleurs après avoir pardonné à Graham, qui lui a révélé son secret. Pendant ce temps, Durrie conduit de façon imprudente et sa voiture passe sur un talus. Lorsque Graham apprend que Durrie et Caroline sont à l'hôpital, il envoie chercher Lena. Pendant que Caroline flirte avec un médecin, Durrie apprend que Graham est le père de Lena et quitte l'hôpital pour la retrouver et l'épouser.

## Fiche technique
- Titre original : Lena Rivers
- Réalisation : Phil Rosen
- Scénario : Stuart Anthony, Warren Duff, d'après le roman de Mary J. Holmes[1]
- Décors : Ralph M. DeLacy
- Photographie : Ira H. Morgan
- Son : Corson Jowett
- Montage : Maurice Wright, Martin G. Cohn
- Production : Samuel Bischoff
- Société de production : Quadruple Film, Tiffany Productions
- Société de distribution : Tiffany Productions
- Pays d'origine :  États-Unis
- Langue originale : anglais
- Format : Noir et blanc  — 35 mm — 1,37:1 — son mono
- Genre : drame
- Durée : 57 minutes
- Dates de sortie : États-Unis : 28 mars 1932
- Licence : Domaine public

## Distribution
- Charlotte Henry : Lena Rivers
- Beryl Mercer : Grand-mère Nichols
- James Kirkwood : Henry R. Graham
- Morgan Galloway : Durrie Belmont
- Joyce Compton : Caroline Nichols
- Betty Blythe : Mathilda Nichols
- John St. Polis : John Nichols
- Clarence Muse : Curfew
- John Larkin : Lucifer "Lucy" Jones
- Russell Simpson : Grand-père Nichols